# Ángel Romo
Ángel Romo Raventós (Murcia, 17 de febrero de 1896-Bilbao, 5 de octubre de 1971) fue un entrenador español de fútbol que dirigió al Athletic de Madrid la temporada 1929/30.

## Trayectoria
Al finalizar la temporada 1928/29, la primera en la que se disputó en España el Campeonato Nacional de Liga, Fred Pentland abandonó la dirección del Athletic de Madrid para iniciar su segunda etapa al frente del Athletic Club de Bilbao. El presidente de los madrileños, Luciano Urquijo, puso entonces al frente del equipo a un hombre de su confianza, "pero sin experiencia ni conocimientos", Ángel Romo.
De Romo no se conocen más datos. Tan solo su labor como técnico rojiblanco en la temporada mencionada, que culminó con el descenso del Athletic de Madrid a la Segunda División.